# صرة (ميكانيكا)

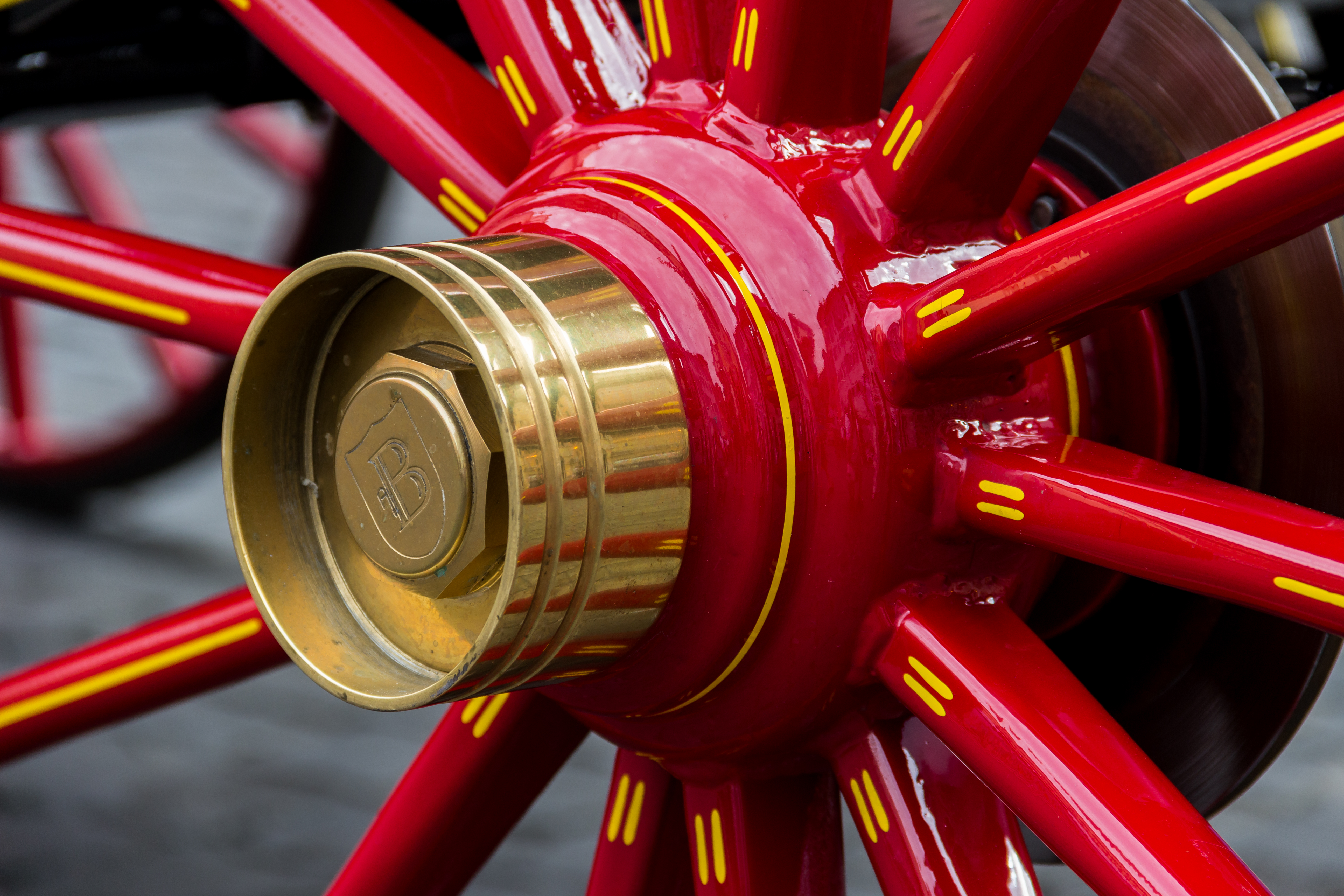
صرَّة عربة يجرها فرس

الصُرَّة أو القُبّ (بالإنجليزية: Hub)‏ هو الجزء المركزي لآلة دوّارة قرصية مثل العجلة، والبكرة، والترس، ووالحذافة. يمكن لهذا الجزء المركزي أن ينقل القوى الدافعة أو يكون مجرد حامل.

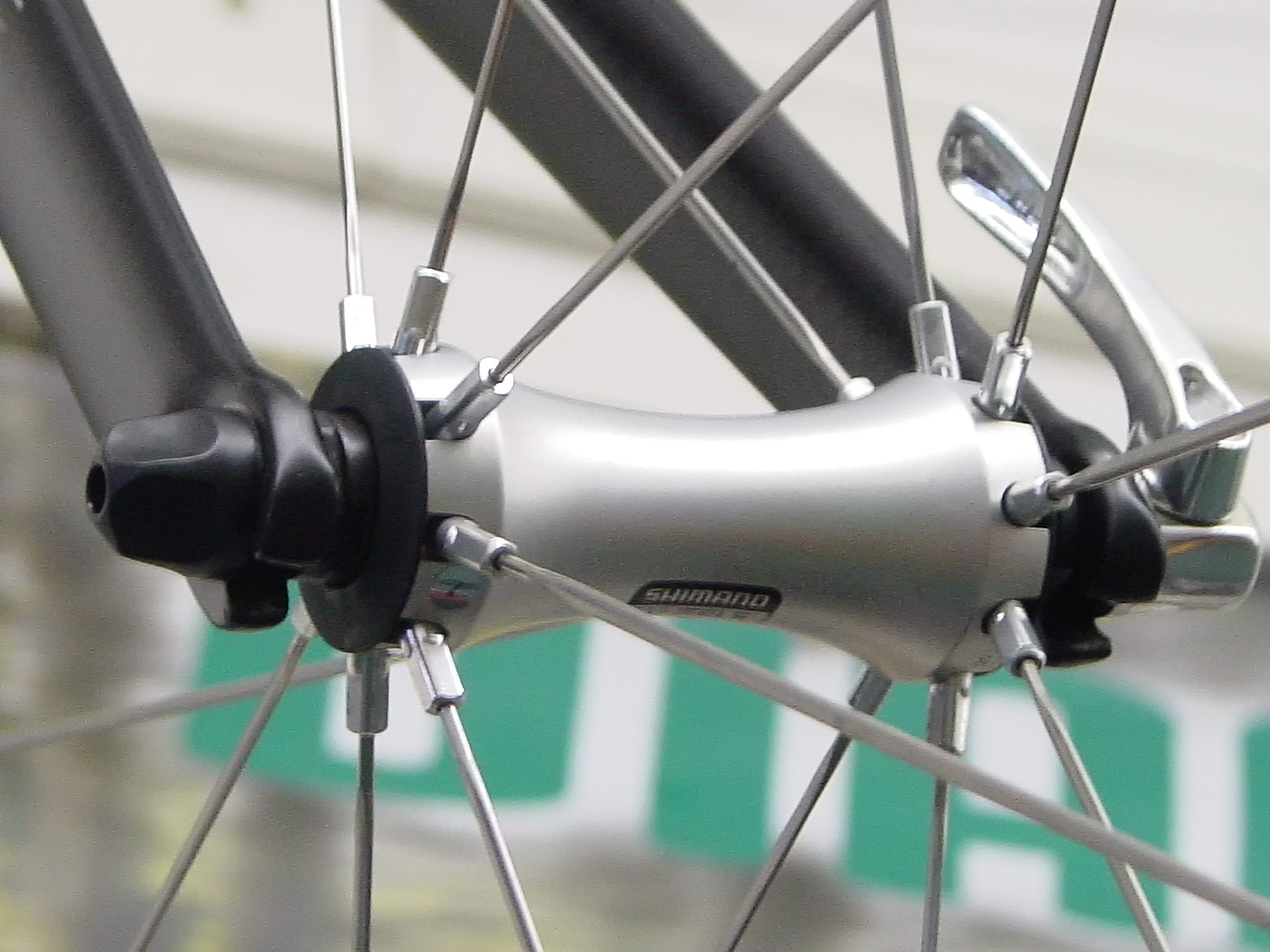
صرة عجلة دراجة ومثبت عليها أسلاك الإطار.

## صرة السيارة

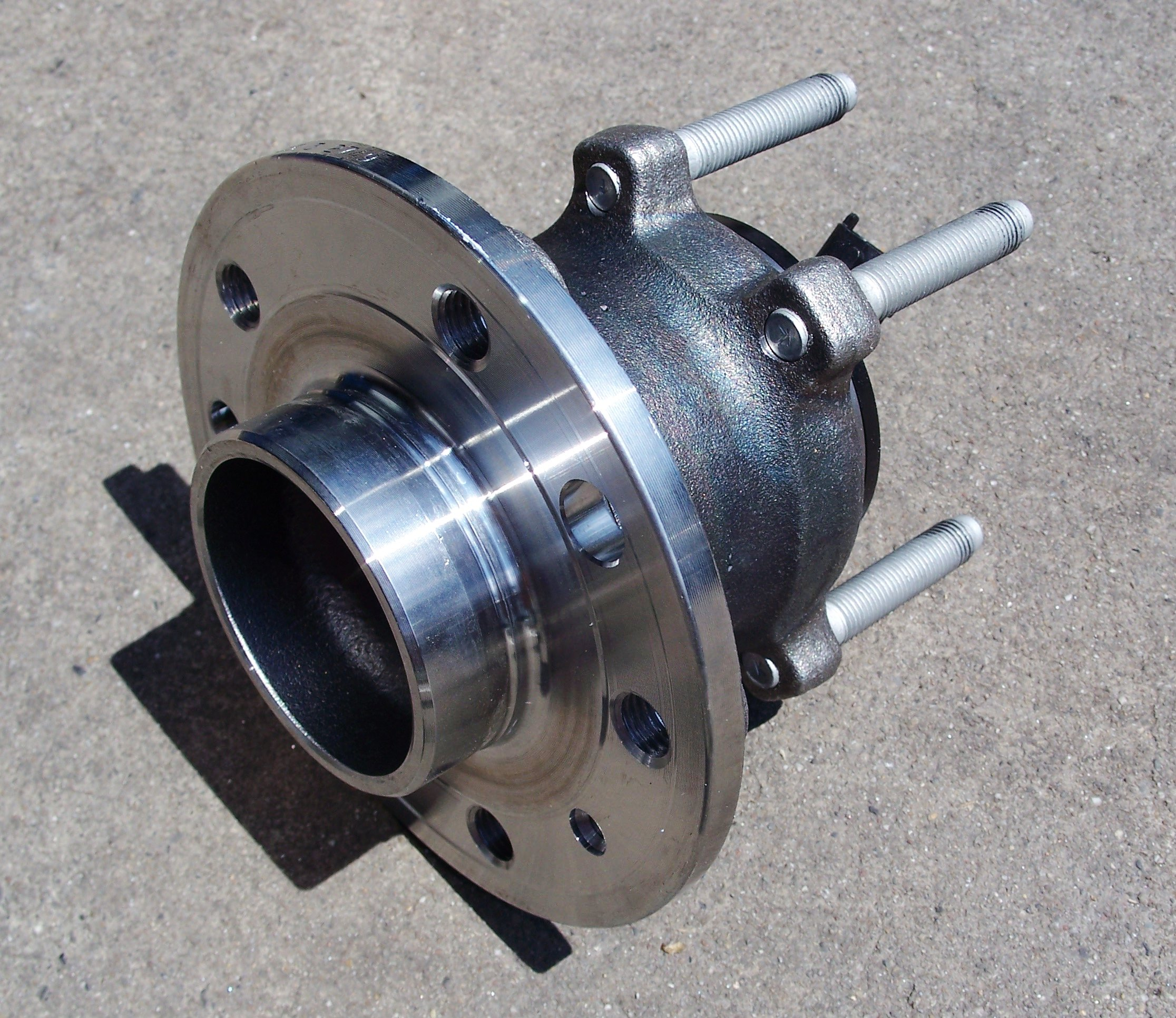
صرة عجلة سيارة.

مثال له نجده في صرة عجلة السيارة، وهي مكونة من قرص معدني مثبت عليه أربعة أو خمسة مسامير قلاووظ غليظة عمودية على القرص، وموزعة في دائرة. عند تركيب عجلة السيارة تركب الاربعة أو خمسة ثقوب الموجودة في صحن العجلة وتربط بصواميل غليظة. فتشكل الصرة أحد أجزاء محور الدوران.